# Газельхан
«Газельхан» (азерб. «Qəzəlxan») — радянський художній фільм 1991 року, присвячений життю і творчості поета Аліага Вахіда.

## Сюжет
Фільм складається з окремих епізодів, з'єднаних єдиною сюжетною лінією, з життя азербайджанського поета Аліага Вахіда, що створюють його узагальнений образ.

## У ролях
- Логман Керімов — Аліага Вахід
- Яшар Нурі — епізод
- Мірза Агаєв — Агагусейн
- Лалезар Мустафаєва — перша дружина Вахіда
- Насір Садих-заде — епізод
- Кяміль Магерамов — епізод
- Раміз Азізбейлі — Мамедалі
- Раміз Меліков — епізод
- Дадаш Казімов — епізод
- Мамед Бюрджалієв — епізод
- Гаміда Омарова — Ханум
- Камал Худавердієв — Кафарзаде
- Нурія Ахмедова — епізод
- Лейла Бадірбейлі — епізод
- Нюбар Новрузова — Лейлі
- Фархад Ісрафілов — Гамід
- Алім Касімов — епізод
- Фікрет Султанов — Мір Джафар Багіров
- Мухтар Манієв — епізод
- Мехрібан Ханларова — епізод
- Гаджи Ісмайлов — поет
- Маяк Керімов — Ахмед
- Рафік Алієв — критик

## Знімальна група
- Режисер — Шахмар Алекперов
- Сценарист — Шахмар Алекперов
- Оператор — Рафік Алієв
- Композитори — Назім Мірішлі, Раміз Мірішлі
- Художники — Рафік Насіров, Ельбей Рзакулієв